# 林志孟
林志孟（16世紀—17世紀），字淑之，號韋銘，廣東廣州府順德縣古朗人，明朝政治人物。

## 生平
林志孟是萬曆七年（1579年）廣東鄉試舉人，十一年（1583年）會試中副榜，授進賢教諭，任職鄉試同考官曾取錄吳士元、李光元、熊明遇等人，又奉命編修《邦正條例》等書；陞荔波知縣，修築當地城池和縣學，士民立像祭祀，獲薦調任昭平，到任後立刻殲滅為害多年的巨寇，很快因為母親逝世回鄉，再補任建德知縣，為政寬猛得宜、政刑清簡，陞戶部貴州司主事，受命不久就被流言中傷，於是辭官回家，甫下中於忌者拂衣歸，離開百里後士民依然在送別，入祀當地名宦祠，著有《留餘集疏議》流傳。

## 引用
1. 1 2  咸豐《順德縣志·卷二十四·列傳四》：林志孟，字淑之，號韋銘，古朗人，元朝散大夫萬三裔也，生八歲能文，髫齡領萬歷己卯鄉薦，癸未會試乙榜，授進賢教諭，分校棘閩所取學士吳士元、侍郎李光元、尚書熊明遇後皆顯達，派修邦政條例多裨國計；陛令林志孟荔浦【荔波】 張府志誤作荔坡 ，築城修學，士民像祀之，以薦調昭平，立殲積年巨寇，旋丁內艱。起補建德，寬猛得宜、政刑清簡，內陞戶部貴州司主事，命甫下中於忌者拂衣歸，士庶攀轅百里相屬，祀名宦，居家有廉靜稱，著有《留餘集疏議》。 金通志，姚志
2. ↑  乾隆《廣州府志·卷三十五·循吏二》：林志孟，字淑之，萬歷己卯舉人，癸未乙榜，授進賢教諭，檄修邦正條例諸書，多裨國計，尋升荔坡【荔波】令，築城郭、修學校，士民安之。調煩昭平，立殲積寇，尋改建德令，寬猛得宜故有能聲，內轉戶部主事，為忌者所中遂歸，以廉靜稱於鄉黨，所著有《留餘疏義》。